# 1952年ヘルシンキオリンピックのチェコスロバキア選手団
1952年ヘルシンキオリンピックのチェコスロバキア選手団は、1952年7月19日から8月3日にかけてフィンランドの首都ヘルシンキで開催された1952年ヘルシンキオリンピックのチェコスロバキア選手団、およびその競技結果。

## 概要
今大会は金メダル7個、銀メダル3個、銅メダル3個の合計13個のメダルを獲得した。

## メダル
| メダル | 選手名               | 競技 | 種目         |
| ------ | -------------------- | ---- | ------------ |
| 金     | エミール・ザトペック | 陸上 | 男子5000m    |
| 金     | エミール・ザトペック | 陸上 | 男子10000m   |
| 金     | エミール・ザトペック | 陸上 | 男子マラソン |
| 金     | ダナ・ザトペコワ     | 陸上 | 女子やり投   |
| 銀     | ヨゼフ・ドレジャル   | 陸上 | 男子50km競歩 |